# Сјенина Ријека (Добој)
Сјенина Ријека је насељено мјесто у граду Добој, Република Српска, БиХ. Према прелиминарним подацима пописа становништва 2013. године, у насељу је живјело 403 становника.

## Образовање
- ОШ „Петар Кочић” Сјенина Ријека

## Становништво
| Демографија | Демографија | Демографија |
| Година      | Становника  | Становника  |
| ----------- | ----------- | ----------- |
| 1991.       | 679         |             |
| 2013.       | 403         |             |